# Прикладные технологии с общедоступной базой наработок
Прикладные технологии с общедоступной базой наработок (англ. open source appropriate technology (OSAT) ) — относятся к технологиям, разработанным таким же образом, как и свободное программное обеспечение. Обычно, разрабатываемая технология создаётся, имея какую-либо социально-ответственную гражданскую цель. Окружение, этнические вопросы, культурные ценности, социальные реки, политические стратегии и приведение их к производственному результату — всё это сочетается с экономической обоснованностью и объяснённым фундаментом действий.